# Kristina Nohrén
Astrid Kristina Elisabet Nohrén, född 8 november 1953 i Växjö, är en svensk bangolfspelare.
Under sin aktiva tid representerade Nohrén Bangolfklubben VK 78 i Gävle och var då med och vann sju SM-guld individuellt och sex i mixed samt sex EM-guld individuellt och sex i lag.